# Johannes Hindjou
Johannes Hindjou (18. studenog 1979.) je bivši namibijski nogometaš.

## Karijera
Hindjou je 2006. godine bio namibijski prvak s Civicsom i državni reprezentivac. On je rekorder po broju nastupa za reprezentaciju.
Godine 2007. je ostao bez kluba.